# Cozești, Sîngerei
Cozești este un sat din cadrul comunei Grigorăuca din raionul Sîngerei, Republica Moldova.
Satul are o suprafață de circa 0.73 kilometri pătrați, cu un perimetru de 3.71 km. Localitatea se află la distanța de 16 km de orașul Sângerei și la 100 km de Chișinău. Satul Cozești a fost menționat documentar în anul 1617.

## Istorie
În anul 1617 voievodul Moldovei îi întărea vistierului Nicoară Prajescul, fost mare vornic în Țara de sus, pe lângă alte localității și jumătate din satul Cozesti, ce era pe atunci în ținutul Orhei:
„Din mila lui Dumnezeu, noi, Io Radul Mihnea voievod, domnul Țării Moldovei. Facem cunoscut cu această carte a noastră tuturor celor ce o vor vedea sau o vor auzi citindu-se, că acest adevărat credincios boier al nostru, Nicoară Prăjescul fost vistier, a slujit drept și credincios, mai înainte sfântrăposaților domni de mai înainte, iar astăzi ne slujește nota, drept credincios.

Deci noi, văzând dreptcredincioasa lui slujba, l-am miluit, cu deosebita noastră milă a domniei mele, m-am milostivit și i-am dat... , și satul Cotova pe Căinari, cu iazuri și cu mori, și satul Visoca, deasemenea la obârșia Căinarului, și satul Crivcenii, care este în ținutul Soroca, și jumătate din satul Cozeștii în ținutul Orhei și satul Văsianii pe Botna cu iazuri și cu moara, și satul Prăjestii în ținutul Lăpușna și satul Războianii, pe Pârâul Alb, și a șasea parte din satul Românești, care este în ținutul Neamț.

...

A scris Nebojatco, la Iași, în anul 7125 <1617> luna Aprilie 8 zile.”
Marele vistier Nicoara Prajescu era strănepotul pârcălabului Stanciul și fiul vameșului Ioan Prajescu. Fiind logofăt la 1591-1608, apoi vistier în sfatul domnesc (1609-1610), aceasta participase la lupta dintre Alexandru Movila și Radu Mihnea, iar pe timpul domniei lui Ștefan Tomșa a fugit în pribegie, în Polonia, fiindu-i frica pentru uneltirile ce le făcuse împotriva domniei.
La 6 iunie 1672 Duca Voda dăruiește lui Iane Hadimbu o parte de moșie de la Cozesti ce-i aparținuse lui Carp, feciorul lui Ionascu mazilul, care stăpânise și heleșteie cu peste și trei sălașe de țigani.
La începutul anilor '30 ai sec. XIX, la Cozasti existau 52 gospodarii. Moșiile satului au aparținut, succesiv, mai multor boieri stolnicului Iordache Cheuca, lui Dumitru Jardan, Stepanidei Bocancea, lui Constantin Bocancea, Elenei Vartuli, lui Luca Stati și boierului Timofeev.

## Populația
Conform datelor recensămîntului din anul 2004, populația satului constituia 652 de oameni, dintre care 51.69% - bărbați și 48.31% - femei. Structura etnică a populației era următoarea: 98.62% - moldoveni, 0.77% - ucraineni, 0.61% - ruși.